# 제55회 금마장
제55회 금마장은 2018년 11월 8일에 열린 시상식이다.

## 수상 및 후보

### 장편영화상
- 코끼리는 그 곳에 있다 - 후 보 수상

### 단편영화상
- 어 파이널 리유니언 - 동성붕 수상

### 다큐멘터리상
- 아워 유스 인 타이완 - 여푸 수상

### 애니메이션상
- 해피니스 로드 - 신인성 수상

### 단편 애니메이션상
- 웨얼 엠 아이 고잉? - 황 윤-시안 외 1명 수상

### 감독상
- 삼국-무영자 - 장이머우 수상

### 남우주연상
- 나는 약신이 아니다 - 서쟁 수상

### 여우주연상
- 나의 Ex - 잉-슈안 쉐이 수상

### 남우조연상
- 트레이시 - 원부화 수상

### 여우조연상
- 행복도시 - 정녕 수상

### 신인감독상
- 나는 약신이 아니다 - 원 무예 수상

### 신인배우상
- 롱 타임 노 씨 - Pangoyod Si 수상

### 각본상
- 나는 약신이 아니다 - 원 무예 외 2명 수상

### 각색상
- 코끼리는 그 곳에 있다 - 후 보 수상

### 촬영상
- 지구 최후의 밤 - 요굉역 외 2명 수상

### 편집상
- 나의 Ex - LEI Cheng-ching 수상

### 미술상
- 삼국-무영자 - MA Kwong Wing 수상

### 액션감독상
- 히든 맨 - 타니가키 켄지 외 2명 수상

### 영화음악상
- 조니를 찾아서 - 임강 수상

### 주제가상
- 나의 Ex - Lee Ying-hung 수상

### 분장/의상디자인상
- 삼국-무영자 - CHEN Minzheng 수상

### 시각효과상
- 삼국-무영자 - Samson WONG 수상

### 음향효과상
- 지구 최후의 밤 - LI Danfeng 외 1명 수상

### 국제비평가협회상
- 더 루밍 스톰 - 둥웨 수상

### 관객상
- 코끼리는 그 곳에 있다 - CHU Yanhua 외 1명 수상

### 영화제작자상
Saburo LIU 수상

### 특별공헌상
LIAO Ching-sung 수상

### 갈라 프리미어
- 더 데블 피쉬 - 데이비드 청

### 금마장상 후보작
- 지구 최후의 밤 - 비간
- 더 루밍 스톰 - 둥웨
- 나의 Ex - 맥쉬 외 1명
- 행복도시 - 호위딩
- 가타오2: 라이즈 오브 더 킹 - 완련
- 롱 타임 노 씨 - 헤더 서
- 삼국-무영자 - 장이머우
- 나는 약신이 아니다 - 원 무예
- 샤오 메이 - 마렌 황
- 몬스터 헌트2: 요괴사냥단 - 라맨 허
- 먼 훗날 우리 - 유약영
- 트레이시 - 준리
- 엽문 외전 - 원화평
- 히든 맨 - 강문
- 진파 - 완마 차이단
- 요묘전: 레전드 오브 더 데몬 캣 - 천카이거
- 파더 투 선 - 샤오 야 췐
- 적인걸 3: 사대천왕 - 서극
- 코끼리는 그 곳에 있다 - 후 보
- Dad's Suit - HUNG Po-hao
- 애쉬 - 지아장커
- 쓰리 허즈번드 - 프룻 첸
- 마지막 편지 - 이와이 슌지
- 더 쉐도우 플레이 - 로예
- 포 스프링스 - 칭이 루
- 아워 유스 인 타이완 - 여푸
- Late Life: The Chien-Ming Wang Story - Frank W CHEN
- 24번가 - 판 즈치
- Umbrella Diaries: The First Umbrella - James LEONG
- 캣츠 - 게리 왕
- 해피니스 로드 - 신인성
- 어 독스 라이프 - 이 창
- 02-06 - 왕이판
- 임시 - 쉬 후이-루
- Brotherhood - WANG Chia-chun
- My World - Jun LI
- 어 파이널 리유니언 - 동성붕
- Si So Mi - 제로스 찬
- 웨얼 엠 아이 고잉? - 황 윤-시안 외 1명
- Infidelity - 막 시우 봉
- 미술관 견학 - 엔지 파크 이 리
- Kin's Hair - CHAN Kwun Chung 외 2명

### 마스터 클래스
- 도그맨 - 마테오 가로네
- 돈키호테를 죽인 남자 - 테리 길리엄
- 3개의 얼굴들 - 자파르 파나히
- 그레인 - 세미 카플라노글루
- 위도우즈 - 스티브 맥퀸
- 55 스텝 - 빌 어거스트
- 풀잎들 - 홍상수
- 디 아이즈 오브 오손 웰즈 - 마크 코신스
- A Documentary on the Shadow Play - MA Yingli

### 차이니스 글로벌 비젼
- 모어 댄 블루 - 임효겸
- 스틸 휴먼 - 올리버 시 쿠엔 찬
- G Affairs - LEE Cheuk-pan
- Meili - ZHOU Zhou
- 아랍강색 - 송태가
- 베이비 - 지에 리우
- 행복하길 바라 - 양 밍밍
- The Silent Herdsman - ZHANG Yifan
- Rising Sun - Ya-Chi CHENG
- PERFECT-LOVER.COM 2036 - 리엔 이치
- Silver Appetite - LAI Kuan Yuan
- Chi: The Method of Breathing - LIU Yi
- 다음에 만날 때까지 - 폴리 황
- Black Hole Monster - SIM Seow-Khee
- Seventy - TONG Jiage
- 라스트 이어 웬 더 트레인 패스드 바이 - 팽-추안 황
- 맨 인 더 웰 - 후 보
- The Night of Canned Peaches - ZHANG Dalei

### 비바 오뙤르
- 더 페이버릿 - 요르고스 란티모스
- 더 리버 - 에미르 바이가진
- 돈바스 - 세르히 로즈니차
- 나는 야만의 역사로 거슬러가도 상관하지 않는다 - 라두 주데
- 가버나움 - 나딘 라바키
- 퍼스트 리폼드 - 폴 슈레이더
- 녹색 안개 - 가이 매딘 외 2명
- 머더 미, 몬스터 - 알레한드로 파델
- 우리의 시간 - 카를로스 레이가다스
- 길 위의 새들 - 크리스티나 갈레고 외 1명
- 중국의 자화상 - 왕 샤오슈아이
- 사령혼: 죽은 넋 - 왕빙

### 파노라마
- 박물관 도적단 - 알론소 루이즈팔라시오스
- 엔젤 - 루이스 오르테가
- 배드 타임 앳 더 엘 로얄 - 드류 고다드
- 퍼즐 - 마크 터틀타웁
- 인 디 아일 - 토머스 스터버
- 3 타게 인 키브롱 - 에밀리 아테프
- 트러블 위드 유 - 피에르 살바도리
- 리틀 티클스 - 앙드레아 베스콩 외 1명
- 우리의 투쟁 - 기욤 세네즈
- 도터 오브 마인 - 라우라 비스푸리
- 루시아스 그레이스 - 지아니 자나시
- 보이즈 크라이 - 파비오 디노첸초 외 1명
- 트웰브스 맨 - 해럴드 즈워트

### 멀리, 그리고 가까이
- 스머글링 헨드릭스 - 마리오스 피페리데스
- 어나더 데이 오브 라이프 - 라울 데 라 푸엔테 외 1명
- 스틱스 - 울프강 피셔
- 소피아 - 메리엠 벰’바레크
- 프로필 - 티무르 베크맘베토브
- 더 하비스터스 - 에티엔 칼로스

### 아시아의 창
- 인어가 잠든 집 - 츠츠미 유키히코
- 룸론다링 - 카타기리 켄지
- 죄 많은 소녀 - 김의석
- 랜드 이매진 - 여 시우 후아
- 세번째 부인 - 에쉬 메이페어
- 온 감각과 신경을 다해 - 드웨인 발타자르
- 천국으로 흐르는 강 - 푸앙소이 악선사왕
- 어둠 속에서 - 디페쉬 자인
- 파드마바트 - 산제이 릴라 반살리

### 10년
- 텐 이어즈 - 구문걸 외 4명
- 10년 : 대만 - 라우 켁 후앗 외 4명
- 10년 : 태국 - 아딧야 아사랏 외 3명
- 10년 : 일본 - 하야카와 치에 외 4명

### L.G.B.T
- 새비지 - 카밀 비달 나켓
- 상속녀 - 마르셀로 마르티네시
- 레타블로 - 알바로 델가도 아파리시오
- 라피키, 친구 - 와누리 카히우
- 스코티 앤 더 시크릿 히스토리 오브 헐리우드 - 맷 타이노어

### 뮤직 아포칼립스
- 레토 - 키릴 세레브렌니코프
- 블레이즈 - 에단 호크
- 하트 비트 라우드 - 브렛 헤일리
- 마탕기 / 마야 / 엠.아이.에이. - 스티븐 러브릿지
- 웨어 아 유, 주앙 질베르토? - 조르쥬 가쇼

### 미하엘 다나: 뮤직 X 필름
- 라이프 오브 파이 - 이안
- 500일의 썸머 - 마크 웹
- 미스 리틀 선샤인 - 발레리 페리스 외 1명
- 몬순 웨딩 - 미라 네어
- 달콤한 후세 - 아톰 에고이안
- 아이스 스톰 - 이안

### 미드나잇 익스프레스
- 호랑이는 겁이 없지 - 이사 로페즈
- 디아만티노 - 가브리엘 아브란테스 외 1명
- 킵 언 아이 아웃 - 미스터 와조
- 루벤 브란트, 콜렉터 - 밀로라드 크르스틱
- Wellington Paranormal - 저메인 클레멘트 외 1명
- 필드 가이드 투 이블 - 피터 스트릭랜드 외 1명
- 펑크 사무라이, 베어뫼시다 - 이시이 가쿠류

### 고전 상영
- 공산영우 - 호금전
- 홍등 - 장이머우
- 담뽀뽀 - 이타미 주조
- 뻐꾸기 둥지 위로 날아간 새 - 밀로스 포만
- 현기증 - 알프레드 히치콕

### 필름메이커 인 포커스
- 킬링 - 츠카모토 신야
- 코토코 - 츠카모토 신야
- 6월의 뱀 - 츠카모토 신야
- 철남 2 - 츠카모토 신야
- 철남 - 츠카모토 신야
- 클라이맥스 - 가스파 노에
- 러브 - 가스파 노에
- 엔터 더 보이드 - 가스파 노에
- 돌이킬 수 없는 - 가스파 노에

### 트리뷰트
- 가구야공주 이야기 - 다카하타 이사오
- 이웃집 야마다군 - 다카하타 이사오
- 폼포코 너구리 대작전 - 다카하타 이사오
- 추억은 방울방울 - 다카하타 이사오
- 반딧불이의 묘 - 다카하타 이사오
- 이웃집 토토로 - 미야자키 하야오
- 야나가와 수로 이야기 - 다카하타 이사오

### 잉그마르 베르히만: 리플렉션
- 서칭 포 잉그마르 베르히만 - 마가레테 폰 트로타
- 독일 자매 - 마가레테 폰 트로타
- 최선의 의도 - 빌 어거스트
- 선데이스 칠드런 - 다니엘 버그먼
- 트로로사 - 리브 울만

### 골든 홀스 아카데미
- Mr. Buddha - LEE Chung
- O - 치우 양
- Only the mountain remains - CHIANG Wei Liang
- The Making Of - 미디 지
- Butterfly Dance - 진승길

### 서프라이즈 필름
- 하이 라이프 - 클레어 드니
- 논픽션 - 올리비에 아사야스
- 아이카 - 세르게이 드보르체보이
- 로마 - 알폰소 쿠아론

### 2018 골든홀스
- Minus - 신 야오 후앙
- Upstairs, Downstairs - 강수경